# Eating Out 2: Sloppy Seconds
Eating Out 2: Sloppy Seconds là một bộ phim hài tình dục Mỹ năm 2006 của đạo diễn Phillip J. Bartell. Đây là phần tiếp theo của Eating Out. Jim Verraros, Rebekah Kochan và Emily Brooke Hands tiếp tục đảm nhận vai diễn của họ từ bộ phim đầu tiên, trong khi Brett Chukerman thay thế Ryan Carnesin trong vai Marc. Bộ phim ra mắt tại liên hoan phim Outfest trước khi phát hành sân khấu hạn chế.

## Nội dung
Kyle (Jim Verraros) chia tay với Marc (Brett Chukerman), mối tình của anh ta từ bộ phim đầu tiên, buộc tội anh ta tán tỉnh những người đàn ông nóng bỏng hơn. Kyle, Tiffani (Rebekah Kochan) và Gwen, những người bạn từ bộ phim đầu tiên, tất cả đều bị thu hút bởi Troy (Marco Dapper), một cậu bé nông dân đục khoét từ Troy, Illinois, người chụp ảnh khỏa thân cho lớp học nghệ thuật của họ. Troy kết bạn và tâm sự với họ rằng anh ta đã ngủ với cả phụ nữ và đàn ông, nhưng miễn cưỡng chấp nhận bất kỳ cảm xúc đồng tính nào. Kyle và các cô gái nghĩ ra một kế hoạch trong đó Kyle giả vờ là một ex-gay đang hẹn hò với Tiffani, để vượt qua sự ức chế của Troy và khiến anh ta ngủ với cả hai.
Trong khi Kyle và Troy bắt đầu tham dự các cuộc họp với Bộ đồng tính cũ của trường, Marc nhận thấy Kyle trở nên thân thiết với Troy và quyết định cố gắng quyến rũ chính Troy. Cuối cùng, Troy chịu thua trước những tiến bộ của Marc trong buổi chụp hình homoerotic của Gwen, và hai người xung quanh, nhưng Marc không thể vượt qua điều đó vì anh vẫn còn tình cảm với Kyle. Sau đó, Troy tình cờ nghe được Gwen và Marc nói về toàn bộ kế hoạch.
Muốn quay trở lại với những kẻ mưu mô, Troy đến thăm Tiffani và Kyle vì được cho là họ có một "sự sắp xếp" cho phép Kyle ngủ với đàn ông. Họ cố gắng tình tay ba, nhưng trước tiên, Troy đã trả thù bằng cách bắt họ thực hiện một hành động khó chịu của cunnilingus. Gwen và Marc xông vào nhà của Kyle sau khi chứng kiến sự việc, và Troy mắng cả nhóm vì quá cuồng sex. Cuối cùng, Troy kết luận rằng anh ta là song tính (mà mọi người đều hét lên, "Không có chuyện đó!", Mặc dù sau đó họ chấp nhận điều đó) và Kyle thừa nhận anh ta đã sai khi rời Marc.
Năm người sau đó bắt đầu âm mưu công khai đồng tính Jacob (Scott Vickaryous), lãnh đạo công khai kín của bộ cựu đồng tính, với mẹ anh ta bằng cách lừa anh ta quan hệ tình dục với Octavio, một thành viên khác của bộ, trong một nhà vệ sinh di động trên bánh xe. Cuối cùng Jacob cũng đến với mẹ mình (sau khi anh vô tình xuất tinh trên áo khoác của cô khi khả năng tình dục của anh được tiết lộ), và chạy trốn cùng Octavio. Troy rất thích Tiffani và họ bắt đầu một mối quan hệ.
Cuối cùng, Marc và Kyle quay lại với nhau sau khi thổ lộ tình cảm với nhau và bắt đầu hôn nhau. Gwen bắt đầu hẹn hò với một cô gái bằng thực nghiệm.

## Diễn viên
- Jim Verraros vai Kyle
- Emily Brooke Hands vai Gwen Anderson
- Rebekah Kochan vai Tiffani von der Sloot
- Brett Chukerman vai Marc Everhard
- Marco Dapper vai Troy
- Scott Vickaryous vai Jacob
- Mink Stole vai Helen
- Adrián Quiñonez vai Octavio
- Jessie Gold as Violet Müfdaver
- Joseph Morales vai Derek

## Tiếp tân quan trọng
Tổng hợp đánh giá Rotten Tomatoes báo cáo rằng 44% các nhà phê bình chuyên nghiệp đã cho bộ phim một đánh giá tích cực."

## Phần tiếp theo
Eating Out 2: Sloppy Seconds được theo sau bởi Eating Out: All You Can Eat năm 2009. Hai phần tiếp theo, Eating Out: Drama Camp và Eating Out: The Open Weekend được sản xuất đồng thời và phát hành năm 2011.